# Raoul Salan
Raoul Albin Louis Salan (10 tháng 6 năm 1899 - 3 tháng 7 năm 1984, phiên âm tiếng việt là Xalăng) là một Đại tướng quân đội Pháp, từng là tổng tư lệnh chiến trường Bắc Đông Dương vạch kế hoạch tiến công Việt Bắc. Tổng tư lệnh quân đội Pháp tại Chiến tranh Đông Dương vào (1952-1953). Salan là một trong bốn vị tướng trong Chiến tranh Algérie, tổng tư lệnh tại Algeria. Ông tham gia trong cuộc đảo chính Algérie năm 1961 (Putsch d'Alger ) và sau đó thành lập Organisation de l'armée secrète (Tổ chức quân đội mật).

## Tiểu sử
Salan sinh ngày 10 tháng 6 năm 1899 tại Roquecourbe, Tarn. Ông tốt nghiệp trường École spéciale militaire de Saint-Cyr sau đó phục vụ trong Quân đội Pháp trong thời kỳ Chiến tranh thế giới thứ nhất.